# 恵良氏
恵良氏（えらし）は、日本国の武家。
- 豊後清原姓恵良氏
- 阿蘇氏流恵良氏

## 豊後清原姓恵良氏
豊後国玖珠郡恵良村より起こる。恵良正高、通次、末次、雅次あり。豊後国上毛郡、薬師寺村を３５代領知する。
天文元年には、大友勢妙見岳を望むときに、恵良氏を名乗るものあり。後に、飯田氏を名乗る。

## 阿蘇氏流恵良氏
肥後阿蘇氏の族に恵良惟澄を名乗るものあり、恵良小次郎と称す。およそ上島、恵良、大里と称するものは、この傍流である。
- 阿蘇惟資：惟澄の祖父。阿蘇惟景の嫡男。大宮司職をゆずり受けるが、早世してしまう。
- 恵良惟種：別称、九郎惟種。惟澄の父。罪を犯して闕所され、柏村を没収される[2]。

- 恵良惟澄：元弘三年、阿蘇惟直と共に金剛山に赴く際に、令旨を賜り、備後の国に寄る。このとき、惟澄は、自ら「恵良筑後守阿蘇筑後守」と書く。正平１６年（1361年）になって初めて「阿蘇大宮司惟澄」と名乗る。南北朝時代に征西府とともに九州を制圧し、南朝勢力最高の武将として知られた。正平１９年、長子・阿蘇惟村に職を譲り、阿蘇家内紛の終結を試みた。

- 恵良豊前権守惟雄：別名、小三郎。阿蘇惟直の庶子であり、恵良惟澄の弟。合志原合戦に功労あり。
- 恵良彌三郎惟賢：惟澄の弟。南郷城攻めに功績あり。葦北地頭となる。
- 恵良彌次郎惟永：惟澄の弟。豊後国朽綱郷地頭。
- 恵良惟村：惟澄の長男。北朝大宮司阿蘇惟村。足利将軍家に大宮司職を任命される。
- 恵良惟武：惟澄の次男。南朝大宮司阿蘇惟武。菊池武光に「武」の字を与えられ、征西府に大宮司職を任命される。
- 恵良惟里：惟澄の三男。
- 恵良都々丞丸：惟澄の四男。
- 恵良別当丸：惟澄の五男。